# هیلتاون، شهرستان داون
هیلتاون (به انگلیسی: Hilltown) یک روستا در بریتانیا است. هیلتاون ۸۹۹ نفر جمعیت دارد.